# Église Saint-Laurent de Rieux
Pour les articles homonymes, voir Église Saint-Laurent.
L'église de Cuis est une église catholique située à Rieux dans le département de la Marne, en France.

## Historique
Sa construction date des premières années du XIIIe siècle (1200 - 1225). D'après le Dictionnaire raisonné de l'architecture française de Viollet-le-Duc, elle constitue un parfait exemple d'architecture gothique champenoise, à cette époque très avancée par rapport à l'architecture de Bourgogne ou d'Île-de-France.
L'église Saint-Laurent de Rieux, chef-lieu de paroisse, dépendait du diocèse de Troyes et son architecture est contrastée, une partie nef charpentée romane et une autre gothique.
Elle est classée aux monuments historiques par la liste de 1862. 

## Description
Les bas-côtés sont eux du XVe siècle avec un clocher porche qui a un vestibule très haut et un beffroi qui est éclairé par une petite fenêtre sur chaque face. Cette église est aussi remarquable par ses coursières qui entourent le sanctuaire.
Les fenêtres de son abside sont pourvues de meneaux en délit. Elle possède aussi des bancs sculptés datant de la même période.

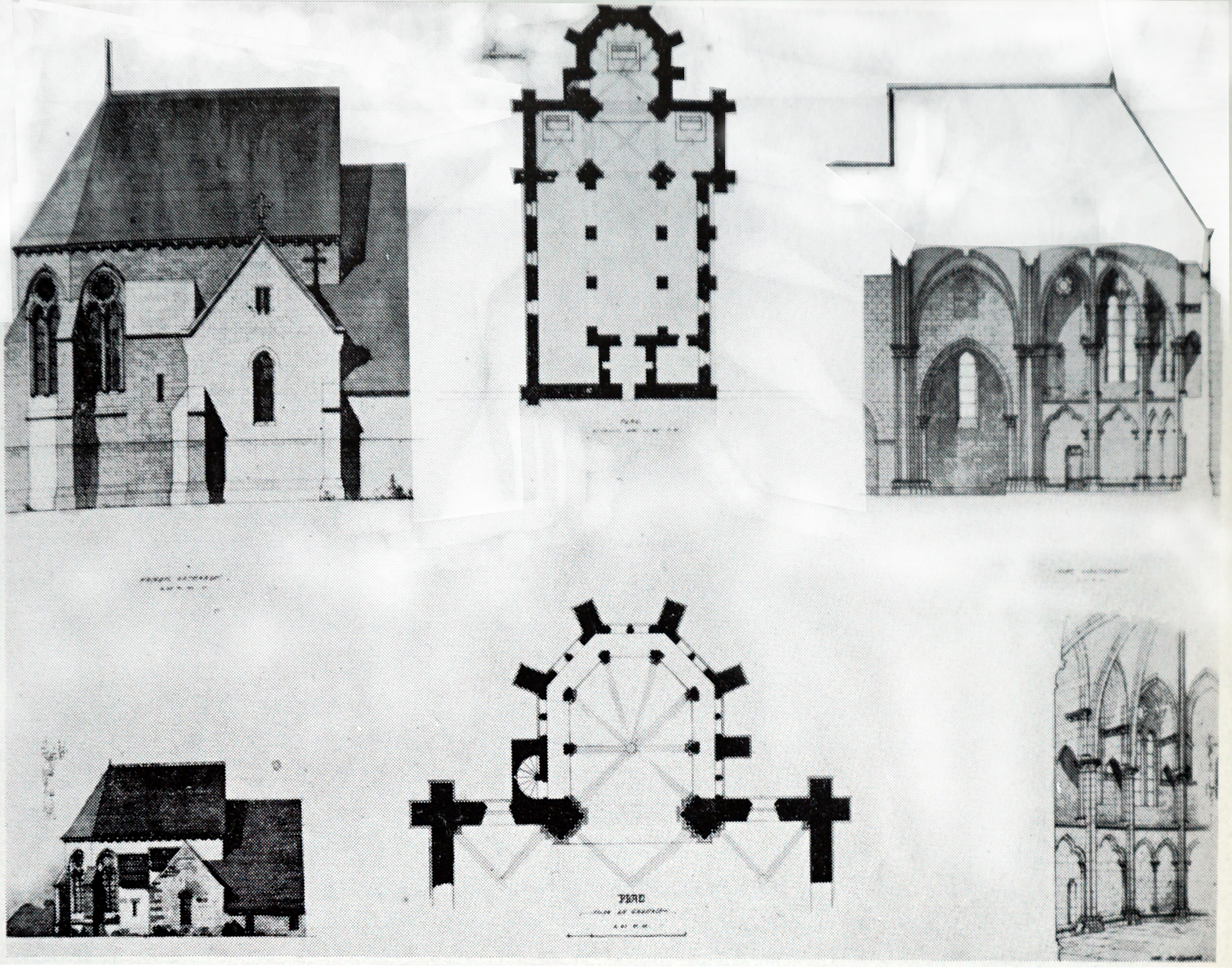
Plan de l'église.